# 亚历山大·埃德勒
亚历山大·埃德勒（瑞典語：Alexander Edler，1986年4月21日—），生于厄斯特松德，瑞典男子冰球运动员。他曾代表瑞典国家队参加2014年冬季奥林匹克运动会冰球比赛，获得一枚银牌。